# 1221
1221 (MCCXXI) je bilo navadno leto, ki se je po julijanskem koledarju začelo na petek.

## Dogodki

### Invazija Mongolov na Horezmijsko cesarstvo
- Mongoli nadaljujejo z osvajanjem Horezmijskega cesarstva. Horezmijski šah Džalal al-Din prodira z ostankom zveste vojske proti severni Indiji.↓
- → Po zavzetju mesta Urgenču so še nezavzeta ozemlja propadlega Horezmijskega cesarstva daleč od pacifikacije.

- Armada generala Toluja, ki se je odcepila od glavnine z Džingiskanovim ukazom, da uniči ostanek horezmijske vojske pod vodstvom šaha Džalal al-Dina, med pregonom oblega in zavzame mesta Termez, Balkh in prestolnico horezmijskega cesarstva Merv.↓
- → Merv pade po tednu dni obleganja. Pokol braniteljev in civilistov, ki ga izvrši Toluj, je še obsežnejši kot Džingiskanov pokol Urgenča. Skupno število žrtev že najverjetneje presega milijon. Po Mervu zavzame Toluj Nišapur in Herat. V Nišapurju, kjer v boju pade Džingiskanov svak Tokučar, ne prizanese niti psom in mačkam.
- Toluj sledi horezmijskemu šahu razmeroma počasi, ker je zaposlen z obleganji in pokoli, zato Toluja dohiti glavnina pod Džingiskanom. Naslednji cilj je mesto Bamijan. Ker v napadu umre Džigiskanov vnuk, Čagatajev sin Mutugen, je usoda tega mesta prav tako kruta.
- Bitka v Parwanu: bežečemu horezmijskemu šahu Džalal al-Dinu se uspe med begom skozi današnji Afganistan vojaško okrepiti. Eno od mongolskih izvidnic mu uspe celo premagati, nato nadaljuje z begom proti Indiji. ↓
- → Bitka ob reki Ind: po porazu v Parwanu Džingiskan osebno vodi mongolsko vojsko z okoli 30.000 možmi v Indijo in porazi horezmijskega šaha Džalal ad-Dina. Šahu in zelo redkim preživelim uspe pobegniti. Po kratkem neuspešnem zasledovanju se Džingiskan vrne nazaj v osrednjo Azijo, kjer pusti vojsko in od tam vrne v Mongolijo. 
  - Mongolska generala Džebe in Subedej, ki sta ostala ločena od glavnine, po Džingiskanovih navodilih nadaljujeta z okoli 20.000 konjeniki z obhodom Kaspijskega jezera, da bi napadla Kipčake v hrbet. V tem letu premaga ta oddelek Mongolov Gruzijce in med zimo 1221/1222 z nemajhnimi izgubami prečka Kavkaz. 1222 ↔

### Peta križarska vojna
- Po smrti ikonijskega sultana Kajkavsa I. ponehajo napadi ikonijskih Seldžukov na Ajubide v severni Siriji in Mezopotamiji.
- julij - Jeruzalemski kralj Ivan Briennski se pomiri s papeškim legatom Pelagijem Galvanijem in organizira novo invazijo križarjev Jeruzalemskega kraljestva, ki bi razbremenila in ozemeljsko povezala križarje v Damietti.
- Križarski pohod na Kairo se sprevrže v katastrofo. Sultan Al-Kamil ukaže poplaviti suh kanal, ki so ga prečkali križarji, in s tem prekine povezavo med križarji in bazo v Damietti. Voditelj križarjev Pelagij je v brezupnem položaju prisiljen skleniti mir in v zameno za prost odhod vrniti Damietto Al-Kamilu.
- Med križarji in Al-Kamilom je sklenjen 8 letni mir. Papež Honorij III. za neuspeh križarske odprave okrivi rimsko-nemškega cesarja Friderika II., ki se odprave kljub pozivu ni udeležil.

### Ostalo
- 18. januar - Po smrti meissenškega in lužiškega mejnega grofa Teodorika I. nasledi marki Meissen in Lužice njegov sin Henrik III.
- 25. marec - Kronanje Roberta Courtenayjskega za latinskega cesarja Konstantinopla.
- 21. junij - Po smrti vojvode Limburga in grofa Arlona Henrika III. oba fevda podeduje njegov sin Valeran III.
- 4. oktober -  Umrlega grofa Ponthieuja Vilijem IV. nasledi sin Gvido II.
- 28. oktober - Avstrijski vojvoda Leopold VI. podeli Dunaju mestne pravice.
- Albižanska križarska vojna: voditelj upornikov touluški grof Rajmond VI. zavzame Montréal. Tudi grof Foixa Rajmond-Roger izkoristi obrambno držo križarjev. To leto osvoji mesta Fanjeaux, Limoux in Pieusse.
- Epirski vladar Teodor Komnen Dukas med obnovljeno ofenzivo proti Solunskemu kraljestvu zavzame mesti Ser in Drama ter s tem obkoli Solun. 1225 ↔
- Kijevski veliki knez Jurij II. Vsevolodovič ustanovi mesto Nižni Novgorod kot veliko utrdbo na sotočju rek Oke in Volge zaradi zaščite meje.
- Ustanovitev Univerze v Padovi.
- Po smrti ustanovitelja dominikancev Dominika prevzame vodenje reda Jordan Saksonski.

- Puč Džokju, Japonska: bivši cesar Go-Toba se poskuša ponovno polastiti oblasti na Krizanteminem prestolu s tem, da v škodo aktualnega cesarja Džuntokuja nastavi svojega triletnega sina Čukja, 85. japonskega cesarja po seznamu. Po obračunu z zarotniškim bivšim cesarjem Go-Tobo je cesar Čukjo še isto leto odstavljen in na njegovo mesto imenovan desetletni Go-Horikava, 86. japonski cesar po seznamu.

## Rojstva
- 23. november - Alfonz X., kralj Kastilije in Leona († 1284)

Neznan datum
- Barison III. iz Torresa, sardinski kralj Logudora († 1236)
- Jesu Mongke, kan Čagatajskega kanata († 1252)
- Bonaventura (krstno ime Giovanni Fidanza), cerkveni učitelj, frančiškan, filozof in mistik († 1274)
- Hugo XI., baron Lusignana, grof La Marche († 1250)
- Margareta Provansalska, francoska kraljica, križarka († 1295)
- Salimbene di Adam, italijanski frančiškanski menih in kronist († 1290)
- Teobald II., grof Bara († 1291)
- Teodor II. Laskaris, nikejski cesar († 1258)

## Smrti
- 18. januar - Teodorik I., meissenški mejni grof (* 1162)
- 27. marec - Berengarija Portugalska, infantinja, danska kraljica (* 1194)
- 5. april - Fudživara Masacune, japonski pesnik (* 1170)
- 21. junij - Henrik III., francoski plemič, vojvoda Limburga, grof Arlona (* 1140)
- 6. avgust - Sveti Dominik, španski ustanovitelj meniškega reda dominikancev (* 1170)
- 4. oktober - Vilijem IV., francoski plemič, grof Ponthieuja (* 1179)
- 21. oktober - Alicija Bretonska, vojvodinja (* 1201)
- 3. november - Fariduddin Attar, perzijski mistik, pesnik (* 1136)

Neznan datum
- Albertet de Sestaro, provansalski trubadur (* 1194)